# Min hatt den har tre kanter
Min hatt den har tre kanter är en barnsång. På det tyska originalspråket heter den Mein Hut, der hat drei Ecken. Musiken är en folkvisa med titeln Karneval i Venedig. Den första skriftliga dokumentationen av sångtexten "Mein Hut, der hat drei Ecken" dateras till Saarland 1886. Till samma melodi kan man också sjunga "Ein Hund kam in die Küche" och den erotiska sångtexten "Ich lieg im Bett und schwitze".
En alternativ text på svenska av Gullan Bornemark, till Anita och Televinken, heter Reflexer och handlar om reflexer och vikten av att använda sådana när man är ute och går i mörkret.

## Text
| Mein Hut, der hat drei Ecken,  | Min hatt, den har tre kanter, |
| drei Ecken hat mein Hut.       | tre kanter har min hatt.      |
| Und hätt' er nicht drei Ecken, | och har den ej tre kanter,    |
| so wär' er nicht mein Hut!     | så är den ej min hatt!        |